# Moisés San Nicolás
Moisés San Nicolás (Andorra la Vieja, Andorra, 17 de septiembre de 1993) es un futbolista andorrano. Juega en la posición de defensa o centrocampista y milita en el F. C. Santa Coloma de la Primera División de Andorra.

## Selección nacional
Fue internacional con la selección de Andorra en 91 ocasiones.

## Clubes
| Club                    | País    | Año       |
| ----------------------- | ------- | --------- |
| F. C. Andorra           | Andorra | 2011-2014 |
| F. C. Ordino            | Andorra | 2014-2015 |
| F. C. Lusitanos         | Andorra | 2015-2017 |
| F. C. Santa Coloma      | Andorra | 2017-2020 |
| Atlètic Club d'Escaldes | Andorra | 2020-2023 |
| F. C. Santa Coloma      | Andorra | 2023-     |

## Palmarés

### Campeonatos nacionales
| Título                      | Club                    | País    | Año  |
| --------------------------- | ----------------------- | ------- | ---- |
| Primera División de Andorra | F. C. Santa Coloma      | Andorra | 2018 |
| Primera División de Andorra | F. C. Santa Coloma      | Andorra | 2019 |
| Supercopa de Andorra        | F. C. Santa Coloma      | Andorra | 2019 |
| Copa Constitució            | Atlètic Club d'Escaldes | Andorra | 2022 |
| Primera División de Andorra | Atlètic Club d'Escaldes | Andorra | 2023 |